# Maria Cristina Messa
Pour les articles homonymes, voir Messa.
Maria Cristina Messa, née le 8 octobre 1961 à Monza, est une médecin et universitaire italienne. 
De 2021 à 2022, elle est ministre de l'Enseignement supérieur et de la Recherche dans le gouvernement de Mario Draghi.

## Biographie
Maria Cristina Messa naît à Monza, en Lombardie. Elle fait ses études de médecine à l'université de Milan, et obtient son diplôme de médecin en 1986. Elle fait une spécialité de médecine nucléaire en 1989.
Elle est assistante de recherche à l'hôpital San Raffaele de Milan, puis est nommée professeure associée à l'université de Milan-Bicocca en 2001 et professeure ordinaire en 2013. Elle dirige l'unité de médecine nucléaire de l'hôpital San Gerardo de Monza de 2005 à 2012, et du centre de bio-imagerie moléculaire (Fondation Technomed) à l'université de Milan-Bicocca. Elle est directrice du département des sciences de la santé de l'université de Milan-Bicocca en 2012-2013.
Elle est rectrice de l'université de Milan-Bicocca de 2013 à 2019.

## Carrière politique
Maria Cristina Messa est nommée ministre de l'Enseignement supérieur et de la Recherche le 13 février 2021.